# Louise Gagnon
Pour les articles homonymes, voir Gagnon.
Louise Gagnon est une actrice québécoise.

## Filmographie
- 1974 : Bar Salon : Amélie
- 1976 : L'Eau chaude, l'eau frette : Francine
- 1983 : Au clair de la lune : Linda
- 1990 : Une histoire inventée : Arlette
- 1994 : Si belles : Vendeuse 1